# 阿拉伯-柏柏尔人
阿拉伯-柏柏尔人（阿拉伯语：‎）是北非马格里布地区的混合民族，主要为柏柏尔人和阿拉伯人的混合，但常被认定为阿拉伯人。阿拉伯-柏柏尔人是北非阿尔及利亚、摩洛哥、突尼斯和利比亚的最主要民族。
阿拉伯-柏柏尔人主要使用马格里布阿拉伯语，是阿拉伯语的变体之一，这种语言受柏柏尔语很大程度影响，也含有大量法语和西班牙语的借词。马格里布阿拉伯语和现代标准阿拉伯语差异较大，但是阿拉伯-柏柏尔人的四个主要所属国家阿尔及利亚、摩洛哥、突尼斯和利比亚，皆将现代标准阿拉伯语作为官方语言。
根据研究，北非的阿拉伯人和柏柏尔人之间的基因差异并不明显，因而北非民族历史上的“阿拉伯化”主要为文化层面的同化，而非传统观念上的移民同化。柏柏尔人在历史上经由西亚阿拉伯宗主的统治，文化习俗上靠近阿拉伯人，且大量改操阿拉伯语。
由于阿尔及利亚、摩洛哥和突尼斯在历史上曾是法国殖民地，因而与法国建立了较密切的历史及文化联系，当地的阿拉伯-柏柏尔人在现代大量移民法国，成为法国重要的少数族群之一。